# Rutger Jan Schimmelpenninck
Rutger Jan Schimmelpenninck (Deventer, 31 ottobre 1761 – Amsterdam, 15 febbraio 1825) fu Gran Pensionario e capo di stato della Repubblica Batava, senatore del Primo Impero, poi senatore nella camera alta del Regno Unito dei Paesi Bassi.

## Biografia
Schimmelpenninck studiò legge all'Università di Leida tra il 1781 ed il 1784, divenendo avvocato ad Amsterdam nel 1784. Egli fu uno dei leader della rivoluzione contro il Principe Guglielmo V d'Orange-Nassau, quando le armate francesi sconfissero quelle olandesi nel gennaio del 1795. (Vedi anche: Repubblica delle Sette Province Unite e Repubblica Batava.)
Egli divenne quindi membro dell'Assemblea nazionale (1796 - 1798) e si schierò con le fazioni moderate, che proclamavano un unico governo centrale di tutti i Paesi Bassi. Egli divenne Presidente dell'Assemblea nazionale e svolse il ruolo di capo di Stato della Repubblica Batava dal 17 maggio al 30 maggio 1796 e dal 15 maggio al 29 maggio 1797.

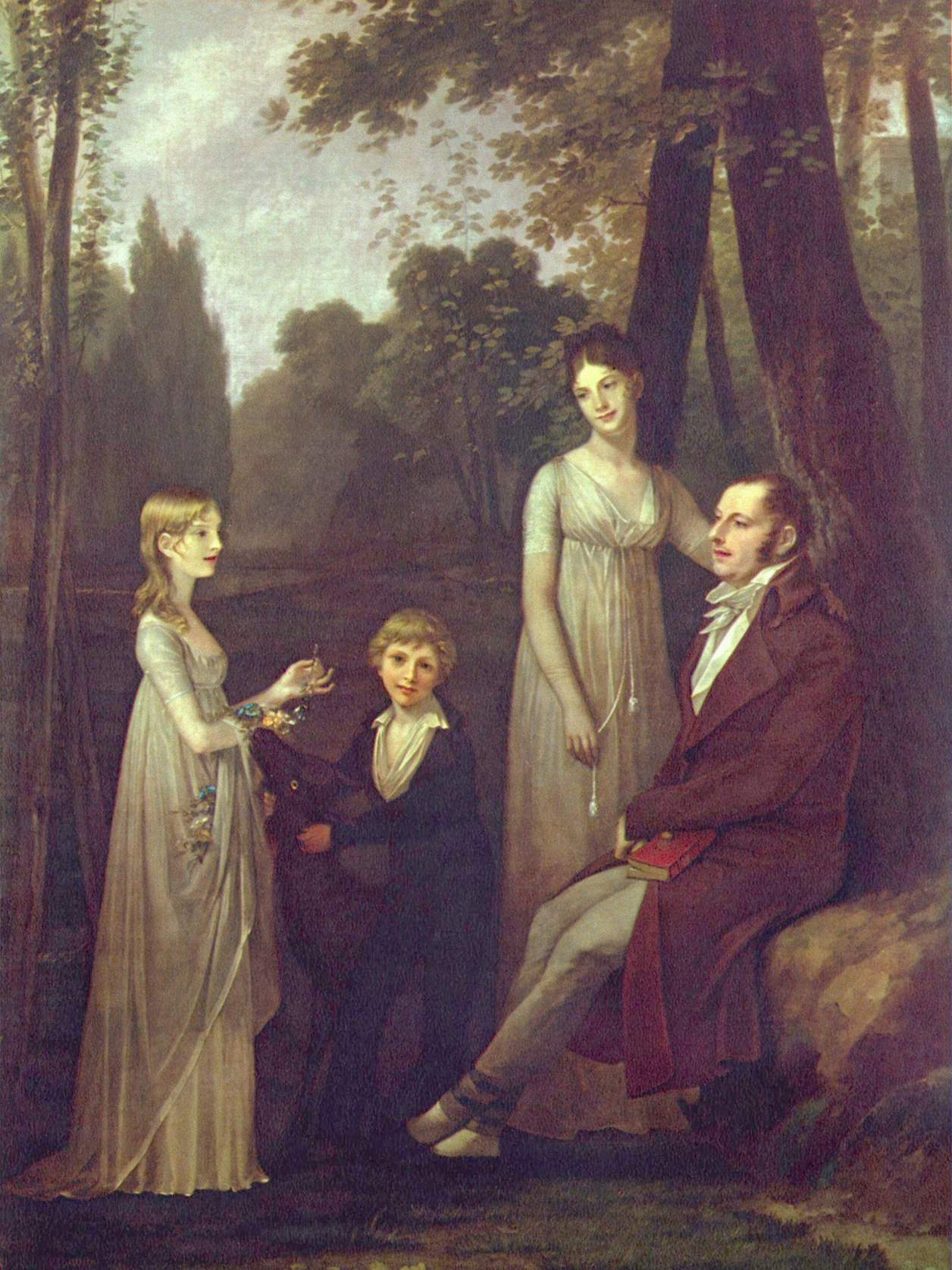
Pierre Paul Prud'hon: Rutger Jan Schimmelpenninck con la propria famiglia

Egli fu ambasciatore olandese in Francia tra il 1798 ed il 1801 e nuovamente dal 1803 al 1805 e in Gran Bretagna dal 1802 al 1803. Napoleone lo nominò unico reggente della Repubblica Batava creando per lui il nuovo titolo di Raadspensionaris ("Gran Pensionario") e governò per un anno dal 1805. Egli non ebbe impieghi di rilievo tra il 1806 ed il 1811. Gli olandesi divennero parte dei territori francesi nel 1810 e Schimmelpenninck divenne membro del Senato di Francia tra il 1811 ed il 1813. Egli fu membro anche del senato dei Paesi Bassi dal 1815 al 1820.
Suo figlio, Gerrit Schimmelpenninck, fu per un breve periodo primo ministro dei Paesi Bassi, nel corso dell'anno 1848.

## Curiosità
- In suo onore sono stati dedicati i famosi sigari. Da essi Paul Auster, si ispira per Il racconto di Natale di Auggie Wren (dal quale venne tratto un adattamento, Smoke) dopo averne aperto una scatola.